# Mütterpflege
Mütterpflege, auch häusliche Wöchnerinnen- und Säuglingspflege, Wochenpflege, Wochenbegleitung oder Kraamzorg (Bezeichnung in den Niederlanden & Belgien) bezeichnet eine professionelle Pflege von vorrangig Mutter und Kind während der unmittelbar auf die Geburt folgenden Zeit, dem Wochenbett. Auch der Begriff Wochenbetthilfe wird für ambulante Pflege rund um die Geburt verwendet.

## Aufgaben der Mütterpflege
In früheren Zeiten, bei vorhandenen Großfamilien und häufiger stattfindenden Hausgeburten, hatten Frauen einen viel unmittelbareren Zugang zu Geburtserfahrungen – Familienmitglieder wirkten begleitend und unterstützend bei der Betreuung von Mutter und Kind nach einer Geburt. Heutzutage ist eine familiäre Unterstützung oft nicht direkt verfügbar. Väter sind üblicherweise beruflich stark eingebunden und Familienangehörige leben häufig weiter entfernt, besonders bei Familien mit Migrationshintergrund. Eine professionelle und organisierte Wöchnerinnen- und Säuglingspflege bzw. Wochenbegleitung ist eine Dienstleistung, die diese Versorgungslücke schließt.
Eine Mütterpflegerin bietet Wöchnerinnen praktische Hilfe nach der Geburt eines Babys an, damit sich Mutter und Baby kennenlernen, zuhause aneinander gewöhnen und von der Geburt erholen können. Bei besonderer Indikation (z. B. Frühgeburtsbestrebungen, Bettruhe) können die Leistungen auch schon in der Schwangerschaft in Anspruch genommen werden.
Oft wird auch der Begriff der „Wochenbegleitung“ verwendet, welcher umfassender die unterstützende und schützende Begleitung der Wöchnerin in der Wochenbettzeit in den Vordergrund stellt.
Die Hauptaufgabe einer Mütterpflegerin liegt darin, die Mutter bei der Pflege ihres Babys zu unterstützen, in Gesundheitsfragen zu beraten und ihr bei der Organisation des Haushalts zur Seite zu stehen:
- sie kümmert sich um eine vollwertige Ernährung der Wöchnerin und deren Familie,
- sie unterstützt im Haushalt (keine Grundreinigung)
- gegebenenfalls Betreuung älterer Geschwisterkinder
- sie nimmt sich Zeit für Fragen des neu zu organisierenden Alltags und wirkt unterstützend bei Problemlösungen,
- sie unterstützt und berät in den Bereichen Stillen, Säuglingspflege, Schwangerschaftsrückbildung, Stressbewältigung und Entspannung,
- sie hat Kenntnis über den Ablauf eines gesunden Wochenbetts, leistet im Notfall Erste Hilfe und informiert die zuständige Hebamme oder den Arzt über den Verlauf und besondere Entwicklungen oder Schwierigkeiten.

## Kostenübernahme
2012 wurden mit dem Pflege-Neuausrichtungs-Gesetz die Leistungen bei Schwangerschaft und Mutterschaft als § 24c-24i in das SGB V überführt.
Die Mütterpflege bzw. der Einsatz einer Mütterpflegerin  ist demnach in §24c 4. häusliche Pflege / 5. Haushaltshilfe geregelt. Dabei wird in der Regel der Großteil der Kosten von der Krankenkasse übernommen. Hierbei kann man sich auf § 24c, § 24g, § 24h und § 38 SGB V beziehen (siehe auch: Haushaltshilfe bei Schwangerschaft und Entbindung). Hierfür muss bei der Krankenkasse ein Antrag auf Haushaltshilfe gestellt werden.
Bei medizinischer Indikation (z. B. Kaiserschnitt, Brustentzündung, Wochenbettdepression, Zwillingsgeburt), bescheinigt durch Arzt oder Hebamme, kann die Einsatzdauer noch verlängert werden.
Sollten die Kriterien für eine Kostenübernahme durch die Krankenkasse nicht erfüllt sein, kann man die Leistungen einer Mütterpflegerin auch jederzeit auf private Rechnung in Anspruch nehmen.

## Abgrenzung zu anderen Berufsbildern

### Tätigkeit der Doula
Die Tätigkeit einer Doula ist stärker auf den Zeitpunkt vor, während und unmittelbar nach der Geburt konzentriert und mehr mit emotionalen Geschehnissen rund um die Geburt befasst. Wochen- oder Mütterpflege bzw. Wochenbegleitung umfasst eher die praktische Unterstützung der Mutter und des Neugeborenen. Sie kümmert sich intensiver um die Wöchnerin, das neugeborene Kind und um die Betreuung von Haushalt und ggf. Geschwistern.

### Tätigkeit der Hebamme
Eine Hebamme kommt nach der Geburt auch ins Haus, um das Wohlbefinden von Mutter und Kind zu kontrollieren. Sie hat in der Regel für den Besuch nur begrenzt Zeit und kann sich nicht noch zusätzlich um z. B. Hausarbeit, Ernährung und ältere Kinder kümmern. Insbesondere die fundierte medizinische Beurteilung des Wochenbettverlaufs und der Entwicklung des Neugeborenen stehen bei den Hebammenbesuchen im Vordergrund. Diese Einschätzungen, Beurteilungen und Handlungsempfehlungen können durch die Einbeziehung der Beobachtungen der Mütterpflegerin schneller und, auf die individuellen Umstände der Wöchnerin bezogen, zutreffender getroffen werden.

### Tätigkeit der Haushaltshilfe
Eine Haushaltshilfe kann unter Umständen auch in der Schwangerschaft, im Wochenbett und darüber hinaus in einer Familie im Einsatz kommen. Diese kümmert sich aber ausschließlich um den Haushalt und bietet somit eine Grundreinigung an. Sie kann keine Unterstützung bei der Säuglingspflege, beim Betreuen von Geschwistern, Stillproblemen usw. leisten.

## Ausbildung
In Deutschland wurde die erste Ausbildung zur „hebammengeschulten Mütterpflegerin“ 1996 durch ein privates Institut in Rödgen (Gießen) angeboten. Weitere Ausbildungen werden in Berlin durch die Gesellschaft für Geburtsvorbereitung – Familienbildung und Frauengesundheit – Bundesverband e. V. und Hamburg und deutschlandweit durch die Ausbildung Mütterpflege angeboten.

## Berufsverband
Seit 16. Februar 2023 gibt es den ersten Berufsverband für zertifizierte, selbstständige Mütterpflegerinnen in Deutschland - MDEV Mütterpflege Deutschland e. V. Er schafft einen qualitativ geprüften Rahmen für die Dienstleistung und arbeitet an deren Weiterentwicklung maßgeblich mit. Der MDEV hat eine berufspolitische Zielsetzung und setzt sich für die Gesundheit von Frauen und eine gesunde Gesellschaft ein.